# Allstate (motorfiets)

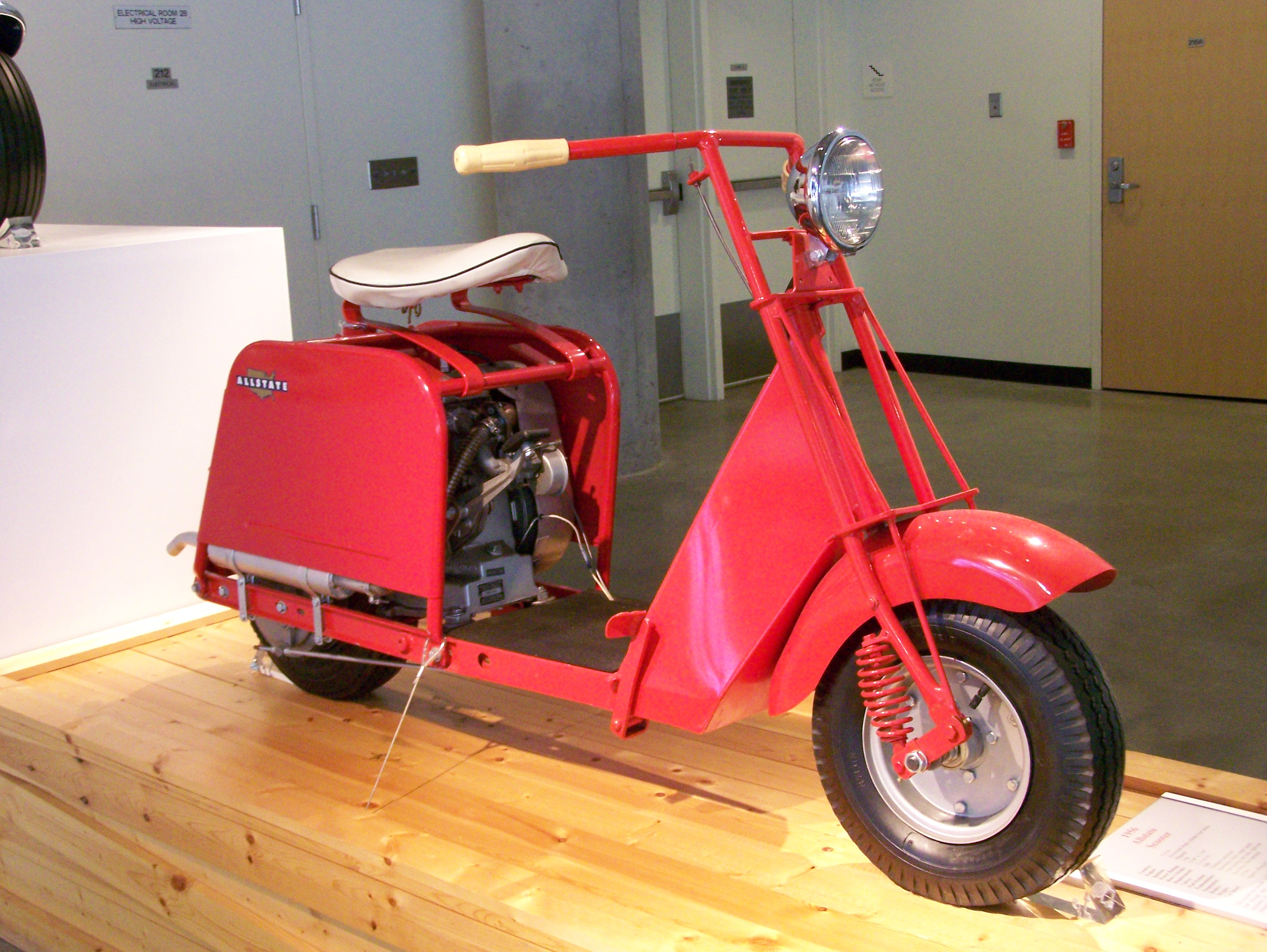
Allstate scooter uit 1956

Allstate is een historisch Amerikaans merk van motorfietsen en scooters, die echter door het Oostenrijkse merk Puch werden gebouwd.
De bedrijfsnamen van de producenten van de Allstate-motorfietsen waren: Steyr-Daimler-Puch AG, Graz-Thondorf en Moto Gilera S.p.A, Arcore, Milano
De bedrijfsnaam van de importeur/verkoper was: Sears, Roebuck & Co., Chicago, Illinois.
Sears, Roebuck & Co. is een Amerikaans postorderbedrijf dat auto's en motorfietsen van andere merken verkocht, onder de namen Sears en Allstate.
De Allsate-motorfietsen waren in feite Puch tweetakten, voornamelijk van 50 cc. Dit gebeurde in de jaren 1953-1963.
Van 1912 tot 1916 werden onder de naam Sears grote 9- en 10 pk v-twins met Thor- en Spacke-motoren verkocht.
Ook motorfietsen van Gilera werden door Sears, Roebuck & co. verkocht. Op hetzelfde moment werd ook weer een auto aangeboden, eveneens onder de Allstate-naam. Dit waren Kaiser auto's, van het type Henry J.